# Periquito-verde
O periquito-verde ou periquito-rico (Brotogeris tirica) é uma espécie de periquito da família Psittacidae endêmica do Brasil.

## Nomes populares
O nome "periquito-rico" foi selecionado como nome vernáculo técnico para a espécie pelo Comitê Brasileiro de Registros Ornitológicos.

## Características
A coloração básica da plumagem é verde. As partes inferiores e laterais da cabeça, peito e abdômen são de um verde com tons amarelados. A parte traseira da cabeça, a nuca, é de um verde levemente azulado. A base das asas é de um marrom oliváceo. A cobertura de pluma da base das asas é de um marrom oliváceo e as penas exteriores são de um azul-violeta. O bico é amarronzado, mais claro no topo. As narinas ficam na base do bico. O anel perioftálmico é de um cinza pálido. A íris é de um marrom-escuro, com a pupila de cor negra. Os pés são de cor semelhante à do bico, porém mais escura. A cauda é longa, com penas de coloração verde-azuladas. Os exemplares imaturos são semelhantes aos adultos, mas com quase toda plumagem primária esverdeada, cauda curta e bico mais escuro.

## Alimentação

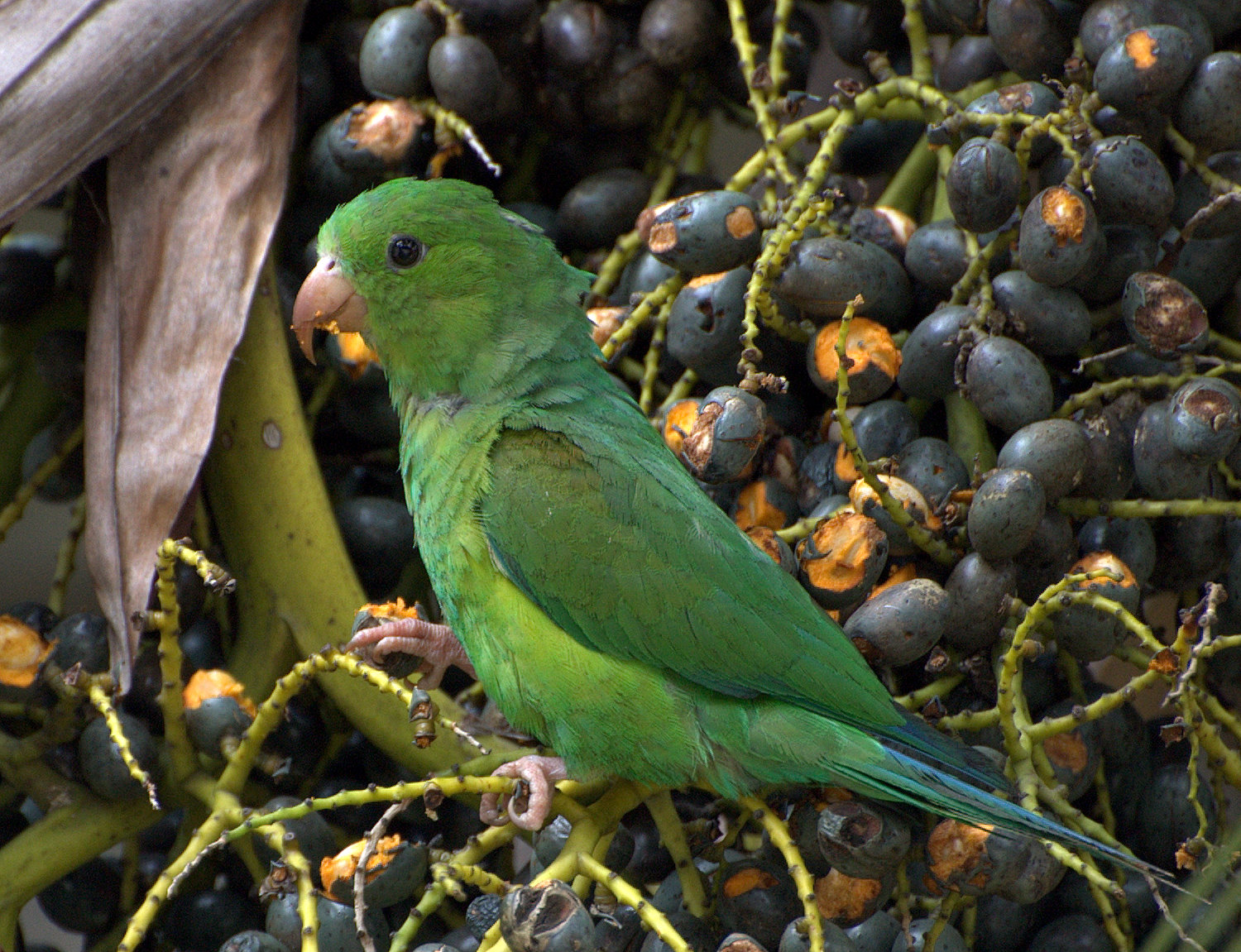
Brotogeris tirica se alimentando de frutos de palmeira no Parque da Independência, em São Paulo, Brasil.

Gostam de frutas diversas, tais como coquinhos de todos os tipos e também do fruto da paineira, que perfuram e roubam as sementes nos meses de junho a agosto. Também não desprezam as flores adocicadas do suinã, flores, néctar, mangueiras, jabuticabeiras, goiabeiras, laranjeiras, mamoeiros e jaqueiras, provavelmente insetos e suas larvas, também comem sementes de girassol. São frequentemente avistados em comedouros com frutos e sementes de girassol disponíveis nas cidades.

## Reprodução
Vive em casais, ao que se sabe permanecem unidos por toda a vida. Os consortes são assíduos em seus galanteios, arrumando mutuamente a plumagem e às vezes acariando-se enquanto permanece de ponta cabeça num galho. Constroem ninhos em cavidades de árvores ou nas bainhas foliares de palmeiras, junto ao tronco. Nos ninhos quando ouvem um ruído estranho põem meio corpo para fora, inspecionando os arredores e, se assustados, saem um depois do outro, sem emitir o menor som. Os bandos que costumam se encontrar durante o período de reprodução e sempre se compõe de indivíduos imaturos. A expectativa de vida é de em média 20 anos e a maturidade sexual ocorre entre 1 e 2 anos. Colocam 4 ovos brancos e a incubação dura cerca de 26 dias. Deixam o ninho cinco semanas após o nascimento dos filhotes.

## Hábitos
Habita florestas, áreas abertas como parques e jardins. Imitam com perfeição a vocalização de outros pássaros.
São vistas frequentemente em bandos, costuma acordar bem cedo fazendo muito barulho, o que torna ainda mais fácil o seu reconhecimento. Os sexos são semelhantes, porém o macho costuma ser mais robusto, principalmente no bico, e com a cabeça mais quadrada, diferenças mais notadas em um casal adulto que esteja lado a lado. Os machos geralmente são mais faladores e com mais capacidade de imitar qualquer tipo de som. Costuma procurar seu alimento nas copas das árvores mais altas. Utiliza o bico como um terceiro pé: usa as patas para segurar a comida, levando-a a boca. Desloca-se velozmente, às vezes intercala entre séries de rápidas batidas um voo de asas fechadas. A melhor defesa que tem é ficar imóvel e calado, imobiliza-se, fixando os olhos no perigo que supõe existir, confunde-se com o meio ambiente de tal maneira que parece “ter desaparecido”. Os periquitos ameaçados por algum perigo ficam às vezes pendurados em um galho, de ponta-cabeça, cessada a ameaça saem em gritos. Os movimentos lentos que assumem ao andarem, treparem ou comerem parecem ser prudentes e calculados servindo também para se ocultarem ainda melhor.

## Distribuição geográfica
É uma ave típica da Mata Atlântica. Habitam no Brasil Oriental, de Alagoas e da Bahia ao Rio Grande do Sul. e Paraná.